# Championnat de Tunisie de football 1951-1952
Navigation
Saison précédente Saison suivante
La saison 1951-1952 du championnat de Tunisie de football est la sixième édition de la première division tunisienne à poule unique qui se dispute au niveau national, le championnat d'excellence. 
Le championnat est arrêté à la suite du déclenchement de la révolte populaire du 18 janvier 1952. En effet, le cycle des manifestations, des répressions et des actes de sabotage crée un climat d'insécurité, stoppant donc la poursuite de la compétition. Toutes les activités sportives sont d'abord suspendues puis annulées.

## Clubs participants
- Association sportive française
- Club africain
- Club athlétique bizertin
- Club sportif de Hammam Lif
- Club tunisien
- Espérance sportive de Tunis
- Étoile sportive du Sahel
- Olympique de Tunis
- Patrie Football Club bizertin
- Patriote de Sousse
- Sfax railway sport
- Union sportive de Ferryville

## Classement
Le classement au terme de la saison est le suivant :
| Rang | Équipe                         | Pts | J  | G | N | P | Bp | Bc | Diff |
| ---- | ------------------------------ | --- | -- | - | - | - | -- | -- | ---- |
| 1    | Club sportif de Hammam Lif     | 27  | 10 | 9 | 0 | 1 | 39 | 6  | +33  |
| 2    | Espérance sportive de Tunis    | 26  | 10 | 7 | 2 | 1 | 51 | 23 | +28  |
| 3    | Sfax railway sport             | 25  | 10 | 7 | 1 | 2 | 18 | 10 | +8   |
| 4    | Patrie Football Club bizertin  | 22  | 10 | 5 | 2 | 3 | 16 | 21 | -5   |
| 5    | Étoile sportive du Sahel       | 21  | 10 | 5 | 1 | 4 | 18 | 14 | +4   |
| 6    | Club athlétique bizertin       | 20  | 10 | 5 | 0 | 5 | 18 | 22 | -4   |
| 7    | Olympique de Tunis             | 19  | 10 | 3 | 3 | 4 | 14 | 15 | -1   |
| 8    | Club africain                  | 17  | 9  | 3 | 2 | 4 | 17 | 14 | +3   |
| 9    | Club tunisien                  | 16  | 10 | 1 | 4 | 5 | 14 | 20 | -6   |
| 10   | Patriote de Sousse             | 16  | 10 | 2 | 2 | 6 | 12 | 19 | -7   |
| 11   | Association sportive française | 15  | 10 | 2 | 1 | 7 | 13 | 21 | -8   |
| 12   | Union sportive de Ferryville   | 11  | 9  | 0 | 2 | 7 | 10 | 26 | -16  |

Il n'y a pas de relégation, ni d'accession et les mêmes équipes participent au championnat de 1953-1954 sachant que, durant la saison 1952-1953, un critérium est organisé mais boycotté par les équipes nationalistes et musulmanes.